# 雷射瞄準器
雷射瞄準器是一种辅助瞄准的器具。其一般安裝於手槍底把下的前方导轨或長槍的皮卡汀尼導軌上。这种瞄准具一般使用肉眼不可见的激光，使用时目标上会产生一个非常小的激光点，该激光点出现的位置附近的范围就会是弹著点。但只适合阴暗处或晚上使用，而且必須利用夜視儀器才能看到。美国特种作战司令部“官方”使用的雷射瞄准器都由透视科技公司（Insight Technology）生产。

## 外部連結
- The International Scientific Laboratory for Optical Diagnostics
- How to make a Burning Laser Gun
- Coherent.com article on Applications for lasers （页面存档备份，存于）